# Station Warszawa Wschodnia Osobowa
Station Warszawa Wschodnia (vertaald: Warschau Oost) is een spoorwegstation in het stadsdeel Praga in de Poolse hoofdstad Warschau. Het is een belangrijk station in de Poolse hoofdstad, gelegen aan de oostkant van de Wisła.